# Федькович Осип-Юрій Адальбертович
О́сип Ю́рій Федько́вич (повне ім'я і прізвище — Осип Домінік Гординський де Федькович; псевдоніми: Гуцул-Невір, Юрій Коссован, О. Ф. та ін.; 8 серпня 1834, Путила — 11 січня 1888, Чернівці) — український письменник-романтик, передвісник українського національного відродження Буковини.

## Життєпис

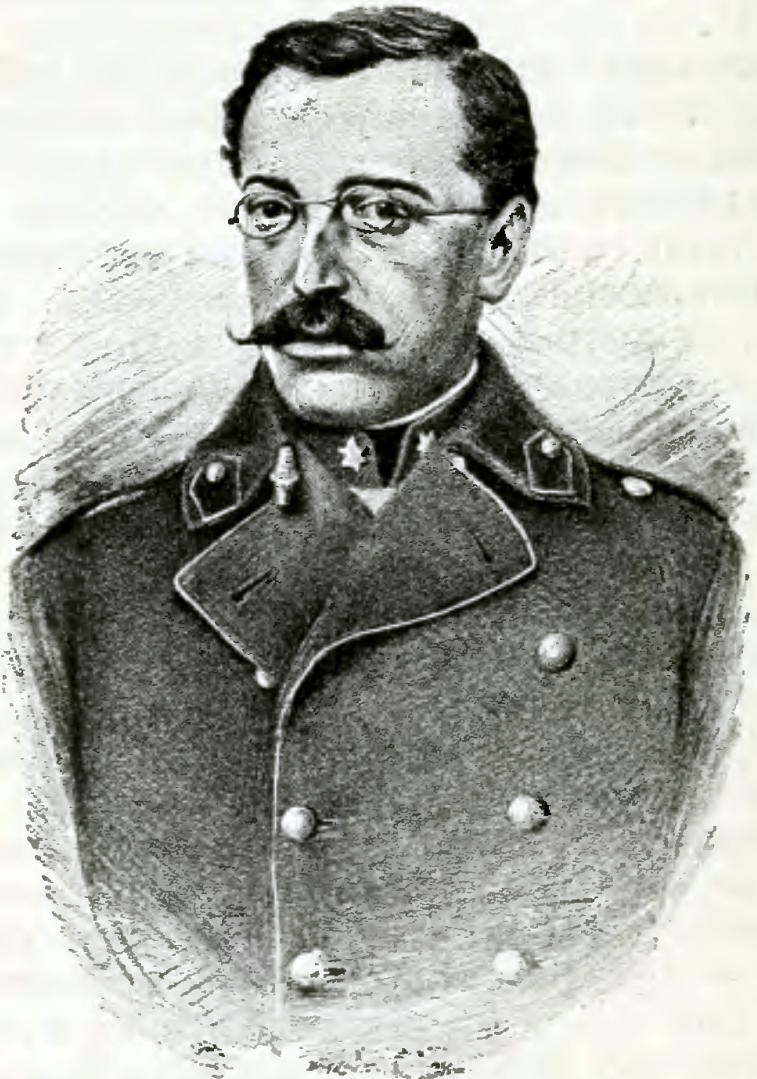
Юрій Федькович у 1862 р.

Народився в родині небагатого шляхтича-службовця Адальберта Федьковича герба Сас у містечку Сторонці-Путилові на буковинській Гуцульщині (тепер смт Путила Чернівецької області). Учився в Чернівецькій німецькій реальній школі (1846—1848), пізніше працював у Ясах і Нямці (Молдова, 1849—1852).
Відбував військову службу (1852—1863) в Семигороді, 1859 року став поручником; тоді ж брав участь у поході австрійського війська до Італії, під час якого написав перший вірш українською мовою — «Нічліг» (1858).
Писав спочатку німецькою мовою. Для написання ранніх віршів українською використовував латинську абетку, бо кирилиці не знав. По звільненні з військової служби працював війтом у рідному містечку, був шкільним інспектором Вижницького повіту (1869—1872).
Запрошений до Львова, у 1872—1873 працював редактором у видавництві «Просвіти» і театрі «Руська Бесіда».
Останні роки провів у Чернівцях, де в 1885—1888 був редактором газети «Буковина».
За заслуги на літературній ниві обраний почесним членом Наукового товариства імені Шевченка.
Помер 11 січня 1888 р. у Чернівцях, де й похований на Руському цвинтарі.
Про юність Ю. Федьковича в Чернівцях Орест Сливинський написав історичний роман «Плач флояри» (Київ: видавництво «Радянський письменник», 1988). Пізнішим рокам життя Федьковича присвячено роман Романа Андріяшика «Сторонець» (1998 року відзначений Шевченківською премією).

## Творчість

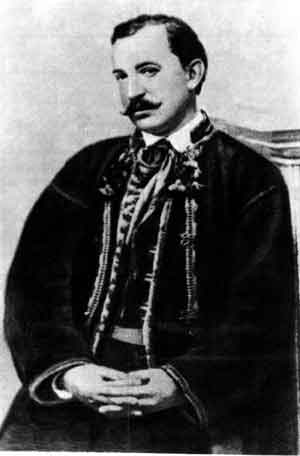
Юрій Федькович

Першими друкованими творами Федьковича були німецька балада та романтичне оповідання «Der Renegat» (1859, сліди балади, опублікованої окремо, загублено). Творчість німецькою мовою письменник не припиняв до кінця життя, видавши дві збірки поезій («Gedichte», 1865; «Am Tscheremusch. Gedichte eines Uzulen», 1882) та надрукувавши ряд віршів у часописах. Кілька творів, у тому числі німецький переклад трагедії «Довбуш», лишилися в рукописах. У німецькомовній творчості Федькович розробляє переважно ті ж самі проблеми, розгортає ті ж самі мотиви, що й у творчості українською мовою; нерідко твір німецькою мовою є перекладом або переспівом його українського твору або навпаки. Поетичні писання Федьковича німецькою мовою були високо оцінені Нойбауером, здобули схвальні відгуки І. Франка, О. Маковея, чеського літературознавця К. Кадлеця.

Юрій Федькович

У поетичній творчості: збірки «Поезії» (1862 року), «Поезії» (1862-67), «Поезії» (3 тт. 1867—68), «Дикі думки» (1876) та ін. Федькович поєднував впливи західноєвропейського романтизму з буковинським фольклором. У його ліричних віршах переважає гуцульська тематика, у якій відтворено переживання жовнірів, відірваних від рідного краю, які у відчаї доходять до дезертирства чи самогубства: «Дезертир», «В арешті», «Рекрут», «Святий вечір». З цією темою тісно пов'язана туга гуцула за родиною, домом, батьківщиною та жовнірська неволя: «Нічліг», «Марш на Італію», «Під Кастенодолев», «У Вероні», «Під Маджентов», «В церкві», «Новобранчик» та ін. Поеми Федьковича присвячені героїчним подвигам опришків, месників за кривду народу: «Довбуш» (1862), «Юрій Гінда», «Лук'ян Кобилиця» (1865), «Киртчалі», «Шипітські берези» та ін. Частина поетичної творчості Федьковича позначена впливом Т. Шевченка.
Більшість оповідань і повістей Федьковича (з'являлися в галицьких журналах, 1876 р. М. Драгоманов видав окремою збіркою) розкривають буйний світ гуцульського життя, нещасне кохання через брак взаємності чи інші перешкоди: «Люба-Згуба» (1863), «Серце не навчити», «Дністрові кручі». До жовнірської теми Федькович звертається і в прозі: «Штефан Славич», «Сафат Зінич», «Жовнярка», «Побратим», «Три як рідні брати» й ін. На деяких творах Федьковича позначився вплив етнографізму Г. Квітки і розмовної манери Марка Вовчка.
Окрім поезії і прози, Федькович писав драми: побутова комедія «Так вам треба» (1865), історична трагедія «Хмельницький» (у 3 ред.: 1883—1887), мелодрама «Керманич» (1876, 1882); переробки чужих авторів: «Як козам роги виправляють» (за В. Шекспіром — «Приборкання Непокірної»). Крім цього, перекладав драми В. Шекспіра «Гамлет», «Макбет», Р. Ґотшаля «Мазепа». Найудалішою є його історична драма «Довбуш» (у 3 ред: 1869, 1876 і 1918), яку ставлено на сценах у галицьких і буковинських театрах.
Федькович писав вірші німецькою мовою «Gedichte von J. Fedkowicz» (1865), «Am Tscheremusch. Gedichte eines Uzulen» (1882); перекладав Й. В. Гете, Ф. Шиллера, Г. Гайне, братів Грімм, О. Пушкіна, Г.-К. Андерсена та ін.
Незважаючи на певні запозичення з поезії Шевченка (а в прозі — з Марка Вовчка), Федькович був талановитим, до І. Франка найбільшим письменником Західної України. Багато його пісень, покладених на музику, набули великої популярності: «Окресни, Бояне!», «Як засяду коло чари», «Гуляли» й ін.

### Твори

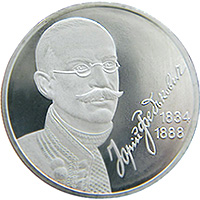
Ювілейна монета номіналом у 2 гривні, присвячена 170-річчю від дня народження письменника. Аверс

Ювілейна монета номіналом у 2 гривні присвячена 170-річчю від дня народження письменника Аверс

Пам'ятник Осипу-Юрію Федьковичу в Чернівцях

Меморіальна таблиця О.-Ю. Федьковичу в Чернівцях

- Ведмідь у пасіці
- Дезертир
- Довбуш
- Лук'ян Кобилиця
- Нічліг
- Нива
- Новобранчик
- Пречиста діво, радуйся, Маріє!
- Русь
- Сафат Зінич
- Серце не навчити
- Три як рідні брати
- Україна
- Шельвах
- Штефан Славич
- Федькович Ю. Опришок і інші оповідання Юрія Федьковича. — Чернівці: З друк. «Рус. Ради» в Чернівцях, 1910. — 33, 2 с., включ. обкл. — (Народна бібліотека / ред. Л. Когут ; число 20).
- Федькович О. Вибір поезій / О. Федькович. — Берлін: Друк. Шарфого у Венцлярі, 1922. — 32 с. : іл., табл. — (Бібліотека «Українського Слова» ; ч. 25).
- Федькович Ю. Вибрані твори / Юрій Федькович. — Київ: Держ. вид-во худож. літ., 1949. — 319 с. з іл. і портр.
- Федькович О. Твори О. Федьковича / за ред. Д. Загула. — Київ: Держ. вид-во України, 1927. — 363, 4 с., 1 арк. портр. — (Бібліотека українських класиків).
- Федькович Й. Ю. Твори Йосифа Юрія Федьковича. Т. 1. — У Львові: З друк. Наук. Т-ва ім. Шевченка, 1917. — 510, 2 с. : портр. — (Україньско-руска письменність ; 9, 1).
- Федькович Ю. Твори Юрія Федьковича. Т. 1, вип. 1 / впоряд. др. В. Щурат. — (1-ше повне вид.). — Чернівці: З друк. Т-ва «Рус. ради», 1896. — 128 с.
- Федькович О. Ю. Твори Йосифа Юрія Федьковича. Т. 2. — Львів: Накладом Т-ва «Просвіта», 1928. — 319 с. — (Українське письменство ; ХІ).
- Федькович О. Ю. Поезії Осипа Юрія Федьковича: вибір з першого повного видання: для ужитку молодежи / зладив Іл. Кокорудз ; з передм. д-ра Д. Лукіяновича. — У Львові: Накладом Наук. т-ва ім. Шевченка, 1907. — 420 с.
- Федькович О. Ю. Повісті й оповідання: (генеза, характеристика осіб, зміст) / Осип Юрій Федькович ; зладив Б. Хмиз. — Львів: Накладом Укр. книгарні й антикварні У Львові, 1929?. — 32 с. — (Літературно-критична бібліотека ; ч. 30).
- Федькович О. Ю. Писання Осипа Юрія Федьковича. Т. 1 : Поезії Осипа Юрія Федьковича / з перводруків і автоґрафів забрав, упоряд. і пояснення додав др. І. Франко. — 1-ше повне і критич. вид. — У Львові: З друк. Наук. т-ва ім. Шевченка, 1902. — XXII, 806 с. — (Українсько-руська бібліотека / Наук. т-во ім. Шевченка ; т. 1).
- Федькович О. Ю. Писання Осипа Юрія Федьковича. Т. 3, ч. 2 : Драматичні переклади: з автографів у-перве видав І. Франко. — 1-ше повне і критич. — У Львові: З друк. Наук. т-ва ім. Шевченка, 1902. — XIII, 532 с. — (Українсько-руська бібліотека / Наук. т-во ім. Шевченка ; т. 4).
- Федькович О. Ю. Драматичні твори Осипа Федьковича / з перводруків і автоґрафів видав др. Олександер Колесса. — Львів: З друк. Наук. т-ва ім. Шевченка, 1906. — XVII, 2, 455 с.
- Федькович Ю. Вибрані поезії / Юрій Федькович. — Київ: Укр. держ. вид-во, 1946. — 144 с.
- Поезії Осипа Юрія Федьковича: вибір з першого повного вид. : для ужитку молодежи / зладив Іл. Кокорудз. — У Львові: Накладом Наук. т-ва ім. Шевченка, 1906. — 410 с.

### Деякі видання
- Писання О. Ю. Федьковича. Перше повне і критичне видання філол. секції НТШ за ред. І. Франка й О. Колесси. тт. І-IV. — Л., 1902—1918
- Твори Йосифа Юрія Федьковича (серія «Руська Письменність»). — Л., 1914—1917
- Твори. В двох томах. — К., 1960.
- На день добрий.—вибрані твори, К.,1977, 184с., 100 000 екз., «Веселка», « Шкільна бібліот.».
- Казки Федьковича. — Ляйпціг : Українська Накладня, б.д. — 48 с.

## В музиці
- Мирослав Волинський: "An ein fernes mädchen"  https://www.youtube.com/watch?v=2vxkh2x4_vQ

## Пам'ятники Федьковичу

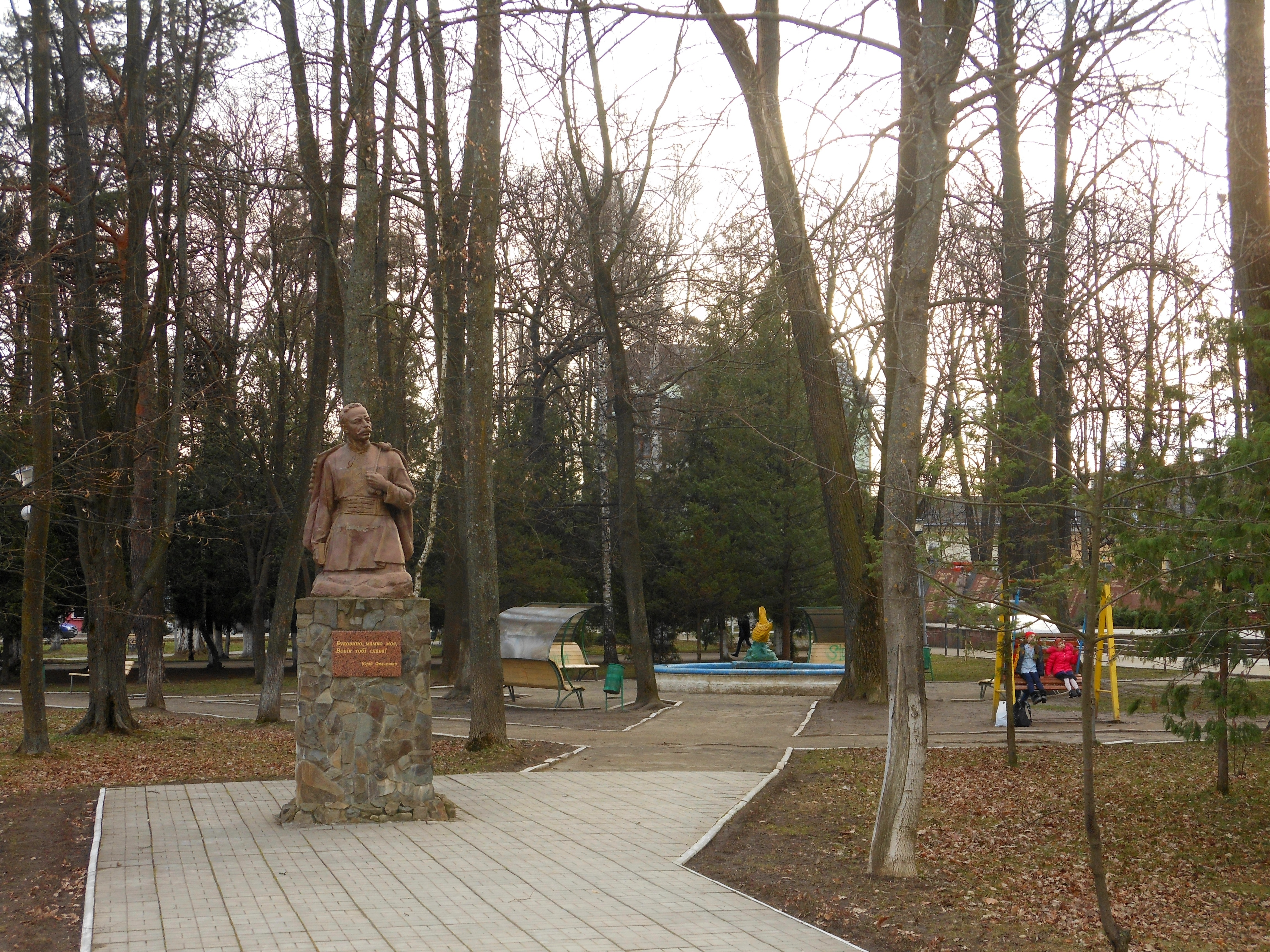
Пам'ятник Федьковичу в Сторожинці

- Чернівці. Встановлений у сквері між вулицями Лесі Українки та Університетською у жовтні 1995[3]
- Путила
- Вижниця
- Сторожинець. Пам'ятник знаходиться в парку на перетині вулиць ім. О.Кобилянської та ім. Т. Шевченка.

## Вулиці, названі на честь Юрія Федьковича
У багатьох населених пунктах існують вулиці Юрія Федьковича.
У Чернівцях також працює Літературно-меморіальний музей письменника Юрія Федьковича. Цей музей розташований у самому центрі Чернівців поблизу Соборної площі. Створено музей у 1945 році, деякий час він розміщувався в одному з корпусів резиденції, де зараз розташований ЧНУ. Потім музей Федьковича функціонував у приміщенні краєзнавчого музею. У 2004 році музей перенесли в будинок, де колись жив Федькович.
Музей має 9 експозиційних залів та поділений на дві частини: одна присвячена літературі, а друга мемуарам.

## Установи, яким надано ім'я Юрія Федьковича
- Чернівецький національний університет імені Юрія Федьковича
- Вижницький опорний ліцей імені Юрія Федьковича